# Filzmoos
Filzmoos è un comune austriaco di 1 451 abitanti nel distretto di Sankt Johann im Pongau, nel Salisburghese, ai piedi dei Monti del Dachstein.

## Storia
Il territorio di Filzmoos è abitato sin dall'epoca romana. Dal XVI secolo è sede di pellegrinaggi religiosi che continuano tuttora, presso il santuario del Bambin Gesù.

## Economia
Filzmoos è attrezzata turisticamente sia per la stagione invernale, con numerosi impianti sciistici, sia per la stagione estiva, con sentieri e possibilità di passeggiate. Sono numerosi gli hotel e i ristoranti, essendo il turismo una delle attività principali. Ogni anno, in gennaio, vi si svolge una fiera internazionale di mongolfiere.